# Jos Van Riel
Jozef Van Riel (Ekeren, 16 november 1943 – Antwerpen, 19 januari 2023) was een Belgische voetballer die bij voorkeur speelde als verdediger.

## Carrière
Van Riel begon met voetballen in zijn jeugd bij KSK Donk en Kalmthout SK. In 1964 ging hij naar Sint-Niklase SK en in 1969 naar KFC Diest. In 1973 tekende hij een contract bij Royal Antwerp FC. Waar hij 80 competitiewedstrijden speelde en acht doelpunten maakte. In zijn eerste twee seizoenen bij de club werd Royal Antwerp FC vicekampioen. In 1975 stond hij in de ploeg tijdens de verloren bekerfinale tegen Anderlecht in het Heizelstadion (1-0). Hij beëindigde zijn Prof carrière in 1979 maar de laatste drie jaar speelde hij niet meer.Daarna nog te bewonderen bij Gooreind VV en bij Bridge Merksem in lagere reeksen. Deze eeuw werkte hij nog aantal jaren in Café De Achtervlucht in Deurne. 
Van Riel overleed in januari 2023 op 79-jarige leeftijd.